# Cot Dah
Cot Dah is een bestuurslaag in het regentschap Aceh Utara van de provincie Atjeh, Indonesië. Cot Dah telt 273 inwoners (volkstelling 2010).